# Rajd Stomil 1976
3. Rajd Stomil – 3. edycja Rajdu Rzeszowskiego. Był to rajd samochodowy rozgrywany od 20 do 21 lutego 1976 roku. Była to pierwsza runda Rajdowych Samochodowych Mistrzostw Polski w roku 1976. Rajd składał się z dwudziestu jeden odcinków specjalnych (dwa odcinki odwołano) i dwóch prób szybkości górskiej. Został rozegrany na nawierzchni asfaltowej i na śniegu. Zwycięzcą rajdu został Błażej Krupa.

## Wyniki końcowe rajdu[1][2]
| Miejsce | Kierowca               | Pilot                 | Samochód                          | Czas      | Strata   | Grupa Klasa |
| ------- | ---------------------- | --------------------- | --------------------------------- | --------- | -------- | ----------- |
| 1       | Błażej Krupa           | Piotr Mystkowski      | Renault 17 Gordini                | 2:00:25.6 | -        | IV/9-13     |
| 2       | Tomasz Ciecierzyński   | Jacek Różański        | Polski Fiat 125p 1600 Monte Carlo | 2:05:22.0 | +4:56.4  | IV/9-13     |
| 3       | Jerzy Landsberg        | Marek Muszyński       | Renault 5 TS                      | 2:12:32.4 | +12:06.8 | II/7        |
| 4       | Marian Bublewicz       | Wiesław Grabarczyk    | Polski Fiat 125p 1300             | 2:17:08.8 | +16:43.2 | II/7        |
| 5       | Włodzimierz Groblewski | Januariusz Czerwoniec | Polski Fiat 125p 1500             | 2:18:31.6 | +18:06.0 | I/8         |
| 6       | Wiktor Polak           | Krzysztof Czarnecki   | Polski Fiat 125p 1500             | 2:19:26.6 | +19:01.0 | I/8         |
| 7       | Marek Varisella        | Stanisław Brzozowski  | Polski Fiat 125p 1500             | 2:20:38.6 | +20:13.0 | I/8         |
| 8       | Adam Masłowiec         | Andrzej Białowąs      | Polski Fiat 125p 1500             | 2:21:00.6 | +20:35.0 | I/8         |
| 9       | Jerzy Dobrzański       | Antoni Ryniak         | Polski Fiat 125p 1600 Monte Carlo | 2:22:05.6 | +21:40.0 | IV/9-13     |
| 10      | Krzysztof Załuski      | Tomasz Śladziński     | Polski Fiat 125p 1500             | 2:23:24.6 | +22:59.0 | I/8         |